# Chaenophryne quasiramifera
Chaenophryne quasiramifera is een straalvinnige vissensoort uit de familie van armvinnigen (Oneirodidae). De wetenschappelijke naam van de soort is voor het eerst geldig gepubliceerd in 2007 door Pietsch.